# باسباخ

تعديل مصدري - تعديل

باسباخ هي إحدى قرى عزلة جعار بمديرية خنفر التابعة لمحافظة أبين، بلغ تعداد سكانها 165 نسمة حسب تعداد اليمن لعام 2004.